# La Nuit (film, 1961)
Pour les articles homonymes, voir Nuit (homonymie) et Notte.
Série Trilogie de l'incommunicabilité
L'avventura
(1960) L'Éclipse
(1962)
Pour plus de détails, voir Fiche technique et Distribution.
La Nuit (titre original : La notte) est un film franco-italien réalisé par Michelangelo Antonioni, sorti en 1961.
En 1960, Michelangelo Antonioni déclarait à propos de son film : « Avec La Nuit, j'arriverai à un résultat de compromis. Le compromis que l'on retrouve, aujourd'hui, dans la morale et même dans la politique. Les personnages, cette fois-ci, se sont trouvés, mais ils ont du mal à communiquer, parce qu'ils ont découvert que la vérité est difficile, elle demande beaucoup de courage et des résolutions irréalisables dans leur milieu[réf. nécessaire]. »

## Synopsis

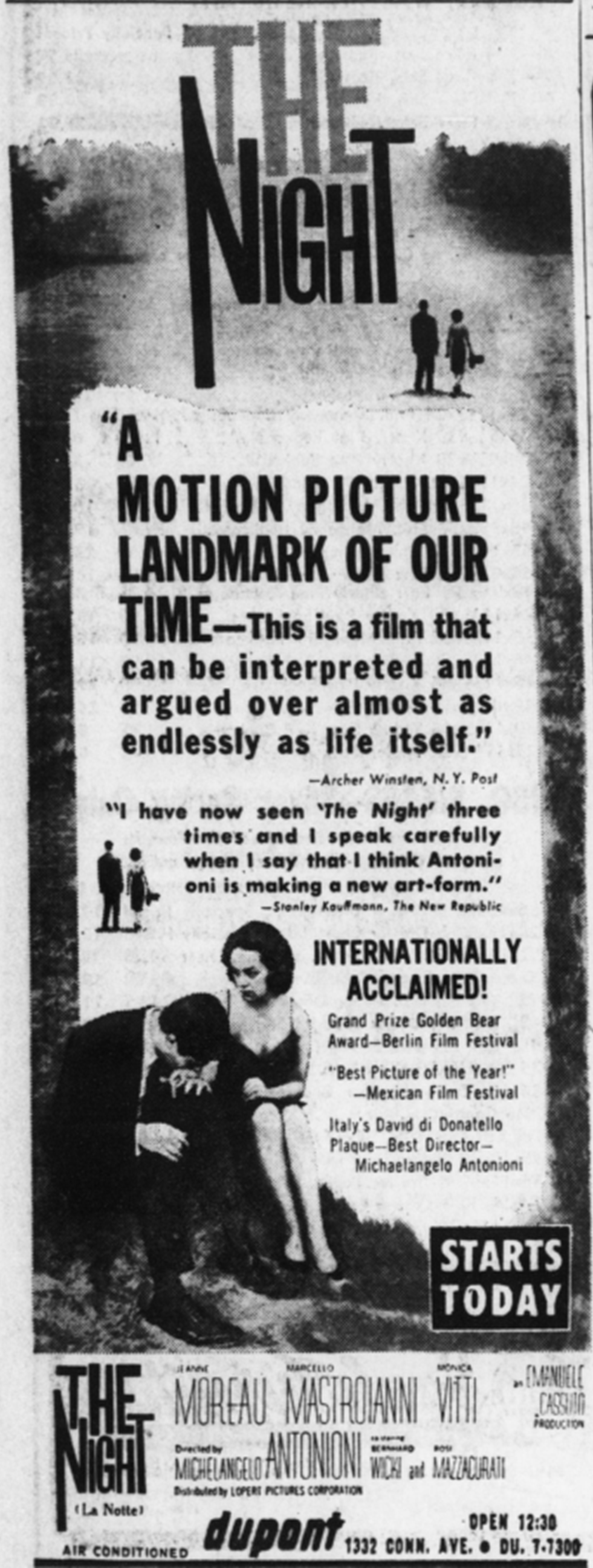
Affiche promotionnelle publiée le 1er juin 1962 par le cinéma Dupont Theater de Washington DC. Voir les extraits de ces deux critiques ,.

Giovanni Pontano, écrivain renommé, et sa belle épouse Lidia rendent visite à leur ami Tommaso Garani, mourant, dans un hôpital de Milan. Le nouveau livre de Giovanni, La stagione, vient d'être publié et Tommaso fait l'éloge du travail de son ami. Ils boivent du champagne, mais Tommaso ne parvient pas à cacher sa souffrance. Bouleversée par la vue de son ami mourant, Lidia s'en va en disant qu'elle viendra le voir demain. Giovanni reste sur place et, en sortant de la chambre de son ami, une jeune femme malade et décomplexée tente de le séduire. Ils sont interrompus par les infirmières qui giflent la malade. À l'extérieur de l'hôpital, Giovanni voit sa femme pleurer, mais ne la réconforte pas. Alors qu'ils partent en voiture, il lui raconte sa rencontre « désagréable » avec la malade et s'étonne que Lidia ne soit pas dupe et rejette la responsabilité de l'incident sur lui.
Ils se rendent en voiture à une fête célébrant le nouveau livre de Giovanni, qui a été bien accueilli. Giovanni signe des livres, tandis que sa femme regarde de loin. Au bout d'un moment, Lidia part se balader dans Sesto San Giovanni, une zone en mutation qui lui ressemble, où des vestiges du passé s'effritent (comme la porte métallique de la cour d'une maison délabrée où elle est entrée, alertée par les pleurs d'une fillette isolée) et cèdent la place aux lignes rectilignes et froides des hautes tours d'affaires. C'est le quartier où Giovanni et elle vivaient lorsqu'ils étaient jeunes mariés. Elle assiste à une violente bagarre de rue qu'elle tente d'arrêter et, plus tard, à des tirs de mortiers d'artifice dans un champ en jachère. De retour à l'appartement, Giovanni a enfin des nouvelles de Lidia et va la chercher dans l'ancien quartier, qui semble n'avoir que peu de valeur sentimentale pour lui. Elle prend un bain, mais il ne l'aborde pas. Plus tard, ils décident d'aller dans une boîte de nuit, où ils assistent au spectacle envoûtant et séduisant d'une danseuse et discutent. Giovanni dit à sa femme : « Je n'ai plus d'inspiration, je n'ai plus que des souvenirs ». Lidia leur propose de quitter la boîte et de se rendre à une soirée huppée organisée par un industriel millionnaire, « ne serait-ce que pour faire quelque chose », dit-elle.
Lors de la fête, Giovanni parle avec les invités et semble être dans son élément, tandis que Lidia se promène sans conviction. Ils passent un peu de temps avec l'industriel, M. Gherardini. Giovanni s'éloigne et rencontre Valentina Gherardini, la charmante fille de l’industriel. Tout en flirtant, elle lui apprend un jeu qu'elle vient d'inventer : faire glisser un poudrier sur le sol pour essayer d'atterrir sur l'une des grandes cases du damier, et bientôt d'autres personnes se rassemblent pour observer leur compétition. Plus tard, ils se voient seuls et Giovanni lui fait des avances, l'embrassant sous le regard de Lidia.
Plus tard, M. Gherardini rencontre Giovanni en privé et lui propose un poste de direction dans sa société, pour écrire l'histoire de l'entreprise. Giovanni hésite à accepter et laisse l'offre en suspens. Avec la fortune de la famille de Lidia et ses revenus d'éditeur, il n'a pas besoin d'argent. Lidia appelle l'hôpital et apprend que Tommaso est mort dix minutes plus tôt. Accablée de chagrin, elle observe depuis une fenêtre les invités qui s'amusent. Plus tard, elle s'assoit à une table en face d'une chaise vide. Giovanni s'approche, ne s'assoit pas et Lidia ne lui parle pas de la mort de Tommaso. Giovanni aperçoit Valentina et la suit, laissant Lidia seule. Lidia se dirige vers le groupe et semble apprécier la musique. Un homme nommé Roberto, qui la suivait, s'approche et lui demande de danser, ce qu'elle accepte. Une averse soudaine fait courir les invités à l'abri et certains sautent dans la piscine comme des enfants. Alors que Lidia s'apprête à sauter du plongeoir, Roberto l'arrête, l'emmène dans sa voiture et ils partent. Elle apprécie la compagnie de Roberto et leur conversation, mais alors qu'il est sur le point de l'embrasser, Lidia se détourne de lui en disant « Je suis désolée, je ne peux pas ».
Pendant ce temps, à la fête, Giovanni cherche dans la foule et trouve Valentina seule, regardant la pluie. Elle lui dit qu'elle est assez intelligente pour ne pas briser un mariage et lui demande de passer le reste de la soirée avec sa femme. Giovanni lui révèle qu'il traverse une « crise » répandue chez les écrivains mais qui, dans son cas, affecte toute sa vie. Ils retournent auprès des invités, au moment où Lidia et Roberto reviennent de leur promenade en voiture. Giovanni semble légèrement agacé par le comportement de Lidia. Valentina invite Lidia à se sécher dans sa chambre, où Lidia la confronte directement au sujet de son mari. Alors que les deux femmes discutent, Giovanni entend sa femme dire à Valentina qu'elle a envie de mourir pour mettre fin aux souffrances que lui occasionne sa vie. Remarquant Giovanni, elle lui dit qu'elle n'est pas du tout jalouse de ce qu'il fait avec Valentina. Ils disent au revoir à Valentina et quittent la fête aux premières lueurs du jour, avec l'orchestre de jazz qui joue pour les quelques couples qui écoutent encore.
Alors que Giovanni et Lidia s'éloignent sur le terrain de golf privé de Gherardini, ils parlent de l'offre d'emploi que Giovanni dit refuser. Lidia lui parle enfin de la mort de Tommaso et lui raconte comment Tommaso la soutenait, avait foi en elle, la poussait à étudier, la croyant intelligente, et lui offrait son affection, mais qu'elle a finalement choisi Giovanni parce qu'elle l'aimait. Elle lui dit : « J'ai envie de mourir parce que je ne t'aime plus ». Giovanni reconnaît l'échec de leur mariage mais lui dit : « Essayons de nous accrocher à quelque chose dont nous sommes sûrs. Je t'aime. Je suis sûr que je t'aime encore ». Lidia sort une lettre d'amour que Giovanni lui a écrite juste avant leur mariage et la lit à haute voix. Giovanni lui demande qui l'a écrite et elle répond : « C'est toi ». Giovanni l'embrasse, mais elle résiste, disant qu'elle ne l'aime plus et qu'il ne l'aime pas non plus. Giovanni continue d'embrasser et de caresser Lidia dans un blockhaus du terrain de golf, sous le ciel gris du matin. La résistance de Lidia s'estompe juste avant que la caméra ne fasse un panoramique sur le paysage.

## Fiche technique
- Titre original : La notte
- Titre français : La Nuit
- Réalisation : Michelangelo Antonioni
- Scénario : Michelangelo Antonioni, Tonino Guerra, Ennio Flaiano
- Assistants à la réalisation : Franco Indovina, Berto Pelosso
- Direction artistique : Piero Zuffi
- Décors : Piero Zuffi
- Maquillages : Francesco Freda, Micheline Chaperon pour Jeanne Moreau
- Photographie : Gianni Di Venanzo
- Cadrage : Pasqualino De Santis
- Montage : Eraldo Da Roma
- Musique : Giorgio Gaslini
- Son : Claudio Maielli
- Scripte : Liana Ferri
- Photographe de plateau : Sergio Strizzi
- Pays de production :  Italie,  France
- Langue originale : italien
- Production : Emanuele Cassuto
- Direction de production : Paolo Frasca
- Sociétés de production[3] : Silver Film (France), Sofitedip (France), Nepi Film (Italie)
- Sociétés de distribution : Dino De Laurentiis Distribuzione (distributeur d'origine, Italie), Artistes associés (distributeur d'origine, France)[4], Artédis[3] (France)
- Format : noir et blanc — 35 mm — 1,66:1 — monophonique
- Genre : drame
- Durée : 122 minutes
- Dates de sortie : 
  - Italie : 24 janvier 1961
  - France : 24 février 1961
- (fr) Classifications et visa CNC : mention « tous publics », Art et Essai, visa d'exploitation no 23675 délivré le 23 février 1961
- Affiches : Giuliano Nistri (Italie, Grèce)

## Distribution

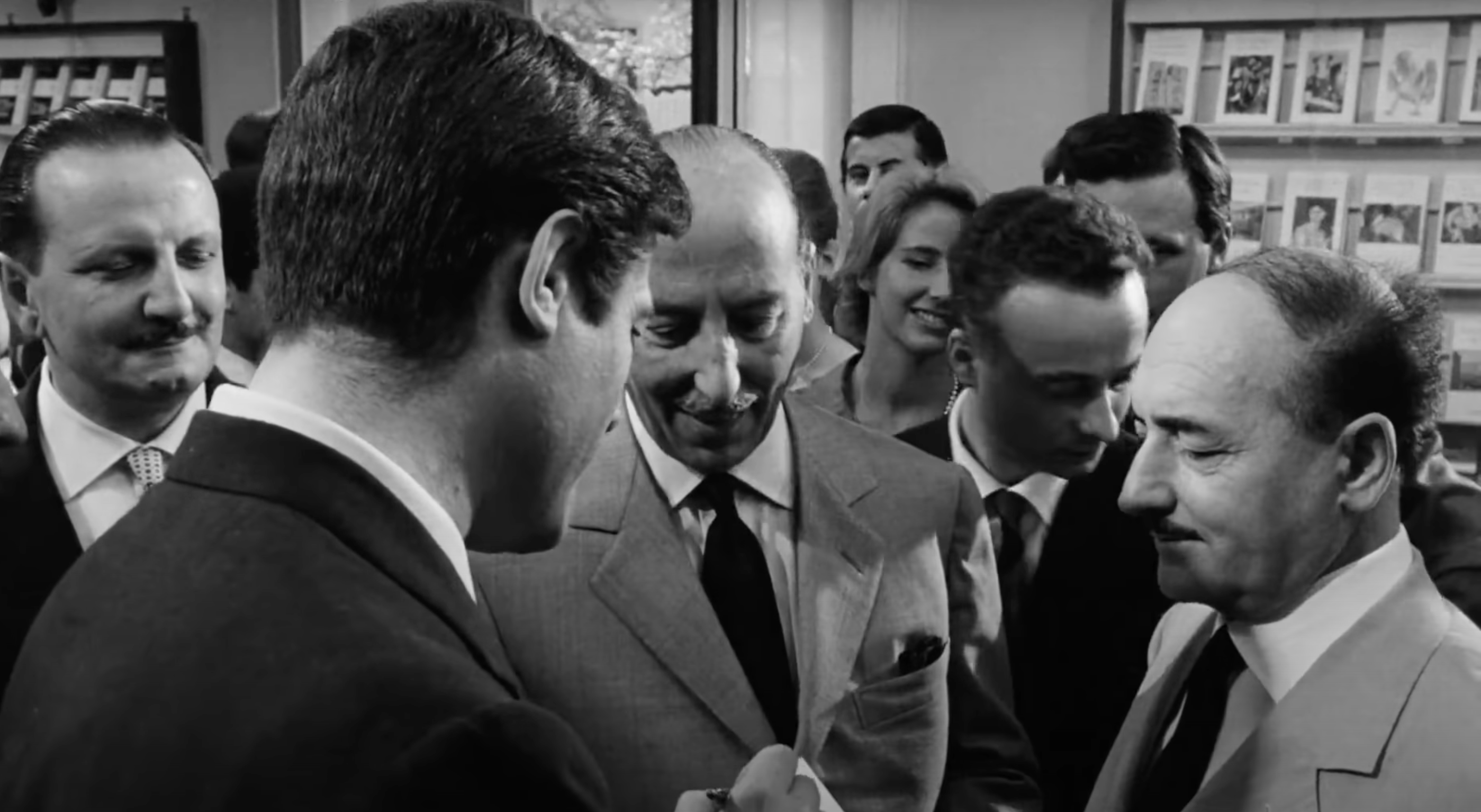
Marcello Mastroianni (de dos), avec en caméos : au centre, l'éditeur Valentino Bompiani, et à droite, le poète italien Salvatore Quasimodo (scène de dédicaces aux éditions Bompiani)

- Marcello Mastroianni (VF : Roland Ménard) : Giovanni Pontano
- Jeanne Moreau  (VF : elle-même) : Lidia
- Monica Vitti  (VF : Martine Sarcey) : Valentina Gherardini
- Bernhard Wicki  (VF : Yves Brainville) : Tommaso Garani
- Vincenzo Corbella (VF : Jean-Henri Chambois) : Monsieur Gherardini
- Gitt Magrini : Madame Gherardini
- Giorgio Negro : Roberto
- Maria Pia Luzi : la nymphomane à la clinique
- Roberta Speroni Fortunati	: Bérénice, une amie de Lidia (chez les Gherardini)
- Rosy Mazzacurati : Rosy (« Resy » dans la version italienne)
- Non crédités, caméos au cocktail organisé par les éditions Bompiani[5] : 
  - L'éditeur Valentino Bompiani qui dirige la séance de dédicaces,
  - Le poète Salvatore Quasimodo : désigné par l'éditeur Valentino Bompiani comme « notre Prix Nobel »[Note 3],
  - L'écrivain Ottiero Ottieri[Note 4],
  - L'écrivain Umberto Eco (28 ans lors du tournage, sans barbe, avec des lunettes et en costume-cravate, avec un verre à la main) côtoie Jeanne Moreau un instant[Note 5].

## Production

### Attribution des rôles
Lors de son entretien avec Michel Ciment dans l'émission radio Projection privée diffusée par France Culture, le 29 janvier 2011, Jeanne Moreau indique qu'elle n'a pas perçu de cachet pour tourner dans ce film.

### Tournage
- Début des prises de vue : 8 juin 1960[3].
- Extérieurs : Milan/zone métropolitaine (Italie)[3],[7] :
  - 4 Via Lanzone (scènes à la clinique)
  - Errance de Lidia à Sesto San Giovanni[Note 6]
  - 20 Via Gustavo Fara (appartement de Giovanni et Lidia)
  - Parco delle Groane e della Brughiera Briantea (it) : au Barlassina Country Club[8] (scènes dans la propriété de l'industriel Gherardini à Brianza)

## Accueil

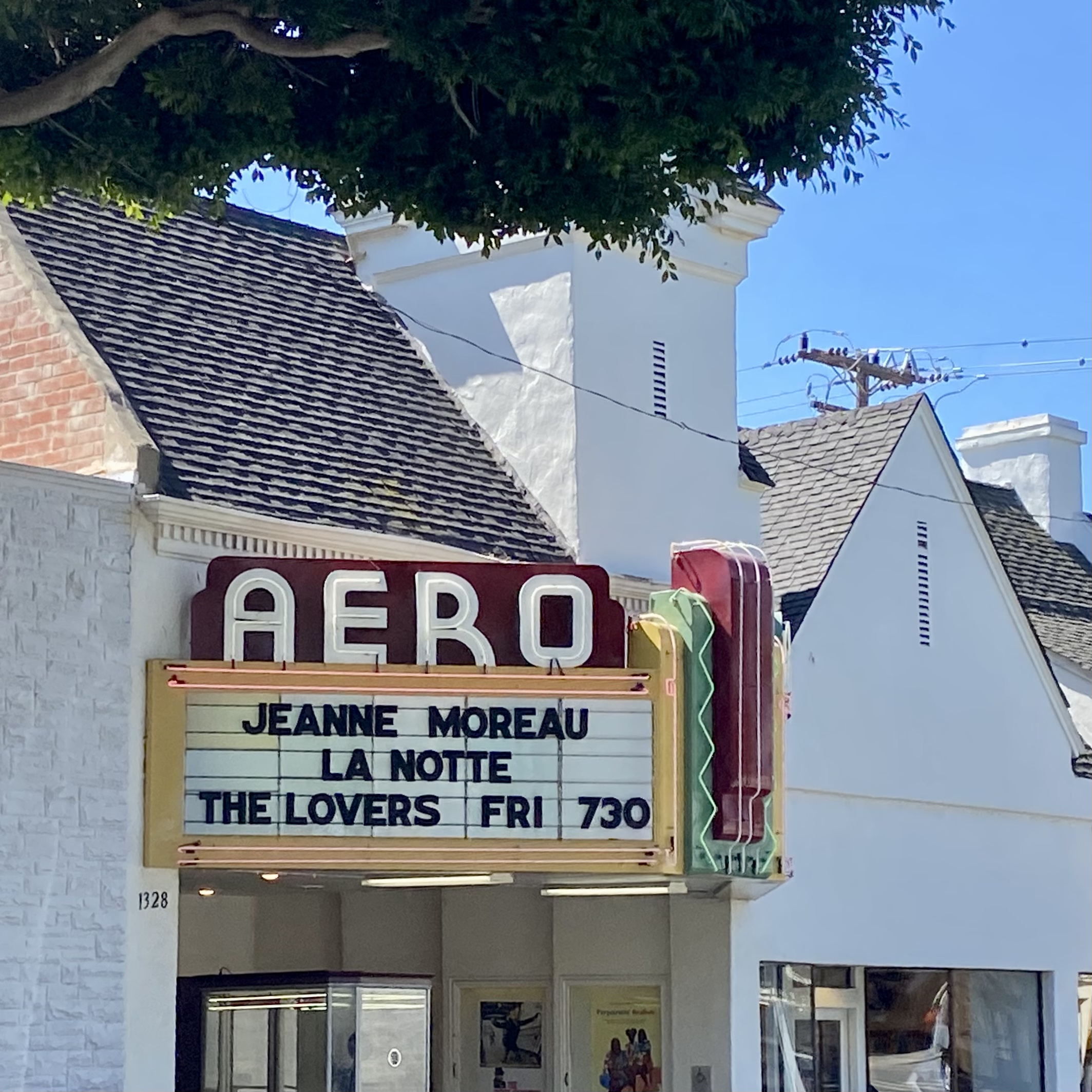
En 2023, projection d'un cycle « Jeanne Moreau » avec La notte et The Lovers (Les Amants) à l'Aero Theatre de Santa Monica (Californie).

- Dans le générique de fin de leur film La Vie de Brian, les Monty Python invitent le spectateur, ayant apprécié leur film, à regarder La notte.
- Les Échos[10] : « Comment oublier Lidia (Jeanne Moreau) et Giovanni (Marcello Mastroianni), un couple à la dérive, promenant son mal-être entre un cocktail littéraire, un ami qui se meurt à l'hôpital, une soirée chic dans une famille d'industriels à la Agnelli, une héritière, Valentina (Monica Vitti, son actrice fétiche, sa compagne) ? Tout n'est qu'ennui, errance, jusqu'au petit matin, où ils se retrouvent sur une pelouse. Étreints malgré tout. Lidia, Giovanni, Valentina émergent de La notte (La Nuit), Ours d'or à Berlin en 1961. [...] Au début des années 1960, Antonioni atteint son acmé : L'avventura (1960), La notte (1961), L'Éclipse (1962). Son langage cinématographique est à maturité : poids des silences et des temps morts, impossibilité d'exprimer les choses, correspondance entre les décors, l'environnement et les états d'âme, recherche de l'épure (grâce à la photographie de Gianni Di Venanzo). De là, naît le poncif du « cinéaste de l'incommunicabilité ». [...] Mais Antonioni est d'abord le cinéaste des affleurements, des regards en biais, de l'inconscient. Le style déroute. »
- Télérama[11] : « La Nuit est au centre d'une trilogie commencée avec L'avventura (1960), poursuivie avec L'Éclipse (1962). On parlait alors d'incommunicabilité, de faillite du couple, de désert de l'amour... Pas faux mais un peu pompeux : car ce qui frappe surtout aujourd'hui, c'est le caractère incroyablement ténu de cet univers graphique de dislocation sourde et d'éboulement discret où l'humain souffre surtout de ne pas être dans le monde, mais détaché, à côté, en face... Dans la très belle scène finale du parc encore endormi, ce sont deux solitudes qui s'étreignent. »
- Ciné-club de Caen[12] : « La notte est le titre d'une toile de Roberto Sironi, que l'on aperçoit un instant dans le film. [...] La nuit occupe bien ici une place centrale. Elle s'intercale entre une première partie constituée d'une visite à la clinique où se meurt Thomaso et d'une errance dans Milan et un épilogue d'une tragique tristesse sur la fin d'un amour. [...] Comme à son habitude, Antonioni oppose le monde moderne, sa formidable inventivité, sa présence manifeste, ses lignes droites et ses bruits, aux corps fatigués, malades ou hystériques, incapables d'imaginer une nouvelle aventure, une nouvelle aube à leurs parcours. [...] Le monde moderne nous défie de vivre à sa mesure. Sa splendeur n'a presque plus besoin de l'être humain et Lidia apparaîtra ainsi minuscule à l'extrême gauche du plan. Comme le dit Lidia, « Tout milliardaire a besoin de son intellectuel », mais Antonioni, maître d'un art qui est aussi une industrie, ne s'en offusque probablement pas. Giovanni remarque ainsi la beauté de la villa conçue par l'architecte Luigi Vietti (it). [...] L'amour de Valentina, interprétée par Monica Vitti est probablement une voie plus forte et poétique que l'enlisement de son amour évanoui avec Lidia. [...] Comment, dans ce monde qui se transforme, en arrive-t-on à s'aimer aussi mal ? Si les lignes des bâtiments sont droites, les pensées des hommes sont trop courbes et seul l'instinct des femmes leur permet de trouver, un peu mieux, leur chemin. »

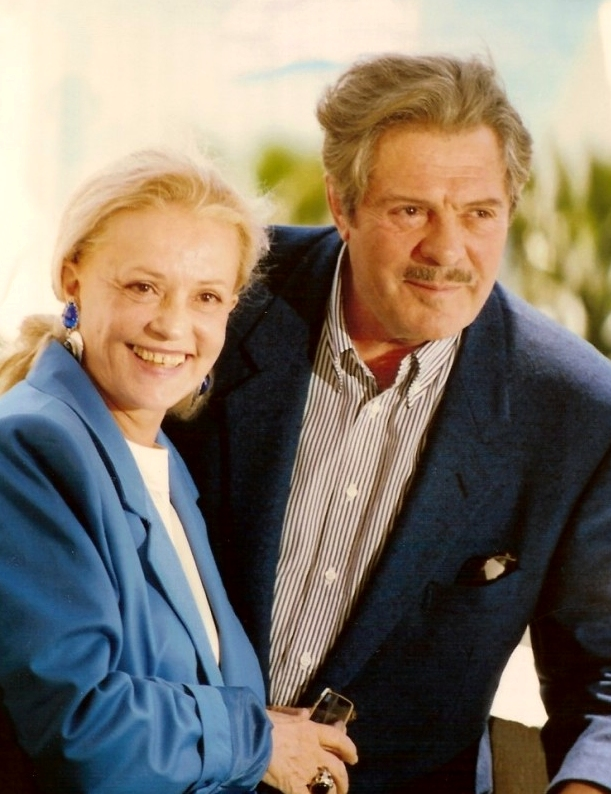
30 ans plus tard, Jeanne Moreau et Marcello Mastroianni sont de nouveau réunis dans Le Pas suspendu de la cigogne de Theo Angelopoulos (1991).

- Sebastián Lelio (réalisateur) : « Bien que le film se déroule durant une très courte période, vous ressentez l’infini dans cette nuit. L’élégance, le style, la décadence et la crise existentielle de tout le monde à l’écran — tous ces éléments sont si puissants lorsqu’ils sont combinés. Il y a une intensité qui peut être générée en comprimant le temps d’un film, et La notte en est un excellent exemple. »
- Dustin O'Halloran (musicien) : « Le casting de La notte, avec Marcello Mastroianni, Jeanne Moreau et Monica Vitti, est parfait. Ce sont quelques-uns de mes acteurs européens préférés ; leur style est sobre et peut transmettre beaucoup juste d'un regard, mais ils pourront souvent vous impressionner par l'explosion de leurs émotions. Ce que j’aime le plus dans La notte, en dehors des acteurs, c’est le travail de la caméra et la façon dont Antonioni capture la lumière. Le noir et blanc de Gianni Di Venanzo est magnifique ; je suis toujours attiré par sa dramaturgie. Chaque image est comme une belle photographie calme et profonde, même lorsque ce n’est que le cliché d’un bâtiment. Il trouve la beauté dans les objets du quotidien. [...] Quelque chose de simple peut être beau s’il est photographié de façon appropriée. »

## Distinctions

### Récompenses
- Berlinale 1961 : Ours d'or du meilleur film à Michelangelo Antonioni
- Prix David di Donatello 1961 : David di Donatello du meilleur réalisateur à Michelangelo Antonioni
- Syndicat national des journalistes cinématographiques italiens 1962 :
  - Ruban d'argent du réalisateur du meilleur film à Michelangelo Antonioni
  - Ruban d'argent de la meilleure musique de film à Giorgio Gaslini
  - Ruban d'argent de la meilleure actrice dans un second rôle à Monica Vitti
- Prix Jussi 1962 : prix du mérite de la meilleure actrice étrangère à Jeanne Moreau

### Sélection
- Golden Horse Film Festival and Awards 2017 : sélection officielle[4]

## Analyse

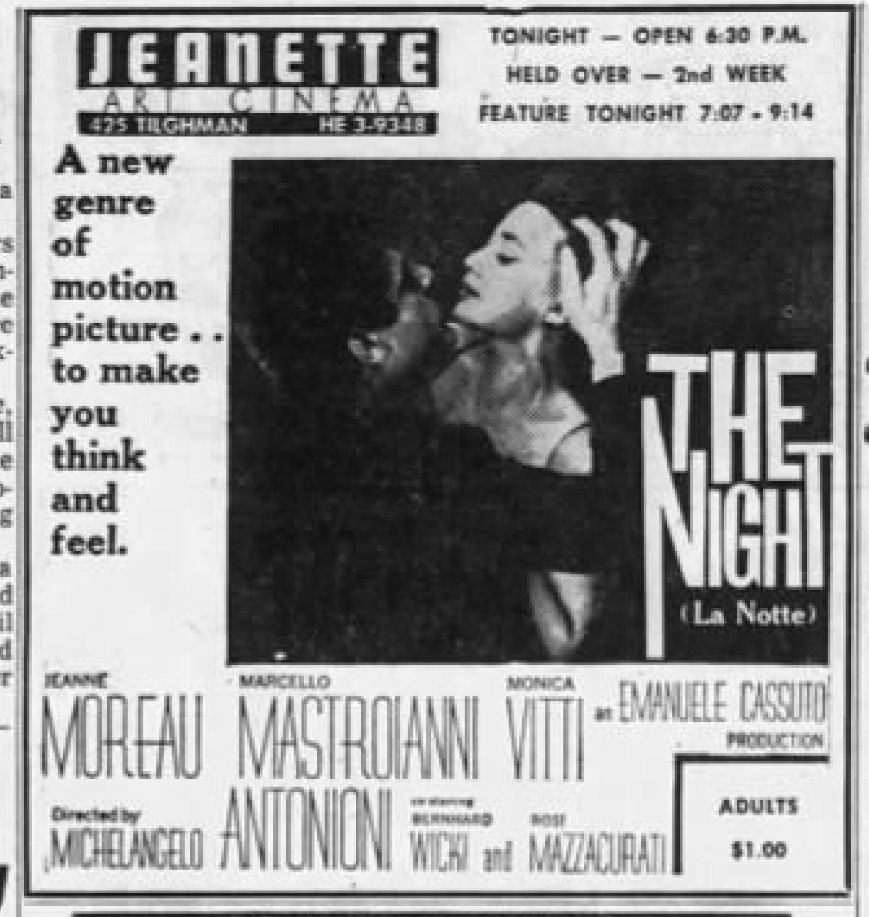
En 1963, The Night à l'affiche du cinéma Jeanette d'Allentown (Pennsylvanie) : « Un nouveau genre de film...pour vous faire réfléchir et ressentir. »

On n’oublie pas le plan symbolique où Lidia, minuscule silhouette, se retrouve au pied d’une haute façade blanche lors de son errance dans Milan. « Après s’être cognés durant toute la nuit comme des billes de flipper à d’autres âmes aussi mal-en-point que les leurs, Giovanni et Lidia, mis à nu par les premières lueurs de l’aube, ne peuvent plus échapper à la vérité : le naufrage de leur union. La psychanalyse n’exclut pas l’élégance et jamais couple pathétique n’aura été aussi beau et sensuel que se dévisageant, seulement éclairé par la lumière du jour pointant. Défaits de tous artifices, Giovanni-Mastroianni et Lidia-Moreau, jeu minimaliste, visages exsangues et regards éperdus expriment parfaitement leur désarroi. Grâce aux forces conjuguées des acteurs et réalisateur La Nuit, ou l’épreuve d’un couple, est une œuvre qui se démarque par sa sobriété et reste un exemple de ce qu’un cinéma adulte peut produire pour répondre à nos problèmes existentiels.»
Richard Brody : « Beaucoup de choses peuvent arriver en une nuit. L’action de La notte se déroule en un peu moins de vingt-quatre heures dans la vie d’un couple marié, en commençant à midi par leur visite à un ami mourant à l’hôpital, et en finissant tôt le lendemain au lever du soleil après une luxueuse soirée au cours de laquelle leurs tensions frémissantes les séparent ouvertement. L’histoire de Giovanni (Marcello Mastroianni), romancier, et de Lidia (Jeanne Moreau), sa femme, de profession non déclarée, est définie par le temps ; mais leur passé est hors écran — les premiers jours de leur amour et l’accumulation de leurs insatisfactions, le temps où il a écrit le livre pour lequel, au cours de cette journée, il est fêté à plusieurs reprises ; et l’avenir — la possibilité que Giovanni et Lidia puissent surmonter leur détachement, se souvenir de ce qui les a réunis, qu'ils puissent guérir leur hostilité et redécouvrir leur amour perdu. » 

## Postérité
Le film a inspiré au peintre Axel Sanson le tableau La Notte.